# Nieul-le-Dolent
Pour les articles homonymes, voir Nieul (homonymie).
Nieul-le-Dolent est une commune française située dans le département de la Vendée, en région Pays de la Loire.

## Géographie
Le territoire municipal de Nieul-le-Dolent s'étend sur 2 802 hectares. L'altitude moyenne de la commune est de 65 mètres, avec des niveaux fluctuant entre 34 et 81 mètres,.
Nieul-le-Dolent est située dans le bas-bocage verdoyant, à mi-chemin entre La Roche-sur-Yon (15 km) et le littoral (20 km). elle s'étend sur 27,5 km2.
| Sainte-Flaive-des-Loups | Les Clouzeaux   | Aubigny                    |
| Le Girouard             | Nieul-le-Dolent | La Boissière-des-Landes    |
| Grosbreuil              | Poiroux         | Saint-Avaugourd-des-Landes |

### Climat
Pour des articles plus généraux, voir Climat des Pays de la Loire et Climat de la Vendée.
En 2010, le climat de la commune est de type climat océanique franc, selon une étude du CNRS s'appuyant sur une série de données couvrant la période 1971-2000. En 2020, Météo-France publie une typologie des climats de la France métropolitaine dans laquelle la commune est exposée à un climat océanique et est dans la région climatique  Bretagne orientale et méridionale, Pays nantais, Vendée, caractérisée par une faible pluviométrie en été et une bonne insolation. 
Pour la période 1971-2000, la température annuelle moyenne est de 12,4 °C, avec une amplitude thermique annuelle de 13,4 °C. Le cumul annuel moyen de précipitations est de 833 mm, avec 12,4 jours de précipitations en janvier et 6,4 jours en juillet. Pour la période 1991-2020, la température moyenne annuelle observée sur la station météorologique de Météo-France la plus proche, « La Mothe Achard », sur la commune des Achards à 12 km à vol d'oiseau, est de 12,8 °C et le cumul annuel moyen de précipitations est de 959,1 mm,. Pour l'avenir, les paramètres climatiques de la commune estimés pour 2050 selon différents scénarios d'émission de gaz à effet de serre sont consultables sur un site dédié publié par Météo-France en novembre 2022.

## Urbanisme

### Typologie
Au 1er janvier 2024, Nieul-le-Dolent est catégorisée bourg rural, selon la nouvelle grille communale de densité à sept niveaux définie par l'Insee en 2022.
Elle est située hors unité urbaine. Par ailleurs la commune fait partie de l'aire d'attraction de La Roche-sur-Yon, dont elle est une commune de la couronne,. Cette aire, qui regroupe 45 communes, est catégorisée dans les aires de 50 000 à moins de 200 000 habitants,.

### Occupation des sols
L'occupation des sols de la commune, telle qu'elle ressort de la base de données européenne d’occupation biophysique des sols Corine Land Cover (CLC), est marquée par l'importance des territoires agricoles (94 % en 2018), en diminution par rapport à 1990 (95,7 %). La répartition détaillée en 2018 est la suivante : 
terres arables (69,6 %), zones agricoles hétérogènes (17,7 %), prairies (6,8 %), zones urbanisées (4,6 %), forêts (1,4 %). L'évolution de l’occupation des sols de la commune et de ses infrastructures peut être observée sur les différentes représentations cartographiques du territoire : la carte de Cassini (XVIIIe siècle), la carte d'état-major (1820-1866) et les cartes ou photos aériennes de l'IGN pour la période actuelle (1950 à aujourd'hui).

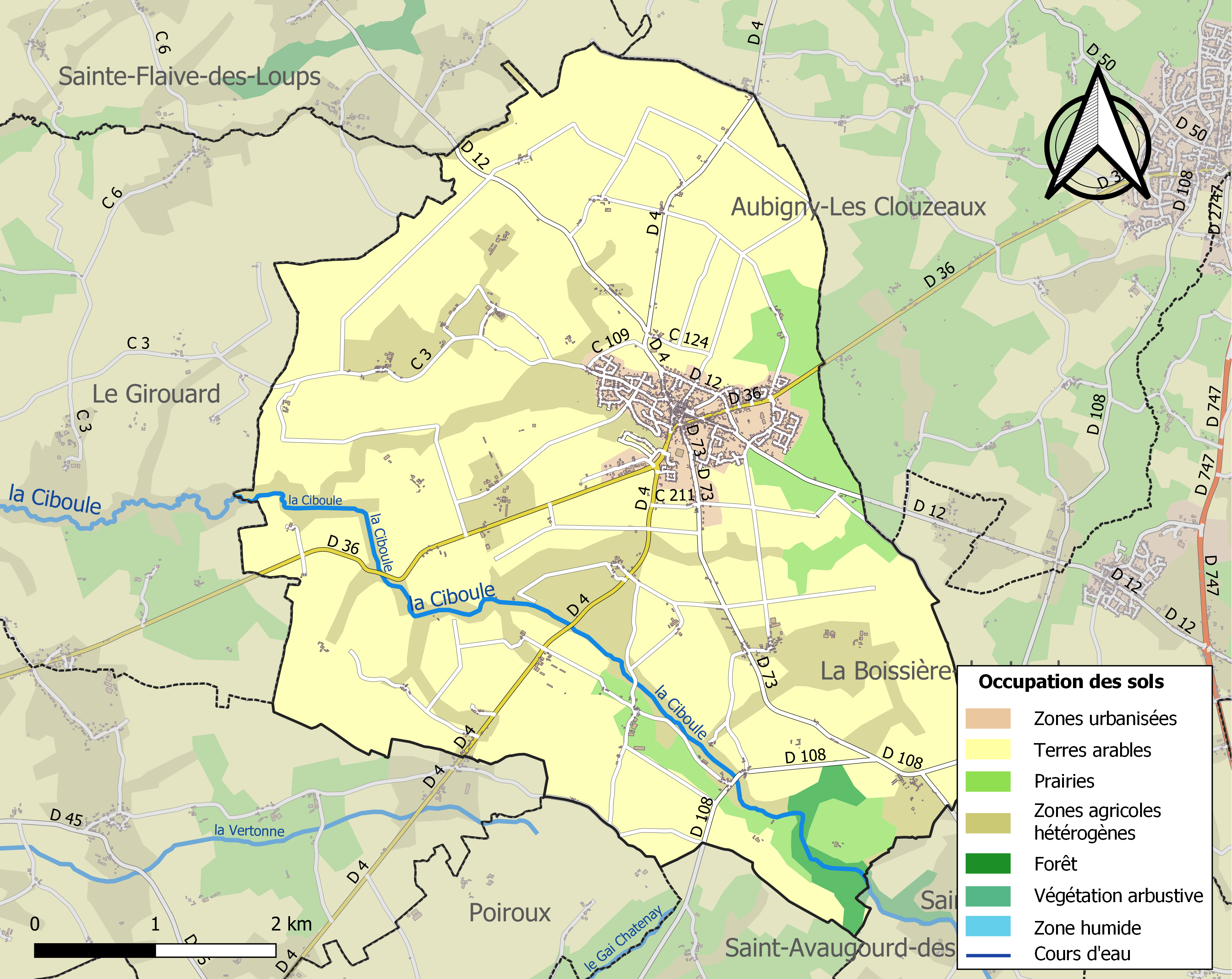
Carte des infrastructures et de l'occupation des sols de la commune en 2018 (CLC).

## Toponymie
Attestée sous les formes Niolum en 1041, Ecclesia Niol en 1079, Niol en 1200, Nylol en 1209, Nyeul le Doulent en 1344, Niolum Dolens en 1533, et Nieul-le-Dolent depuis 1770.
Il s'agit d'un composé dont les deux parties sont d'origine gauloise : novio-' (« nouveau ») et -ialo (« clairière »), mais plus tard -ialo prend aussi le sens d'« habitation », « village ».

Nieul est donc une « nouvelle clairière » ou plus simplement un « nouveau village ».

## Héraldique
| Blason | Blasonnement : D'azur au lion d'or, armé et lampassé de gueules, chargé sur le flanc d'une croisette pattée de sinople, à la filière cousue de sable. |

## Politique et administration

### Liste des maires
| Période                                  | Période   | Identité               | Étiquette | Qualité |
| ---------------------------------------- | --------- | ---------------------- | --------- | --- |
| Les données manquantes sont à compléter. |           |                        |           | |
| mai 1935                                 |           | Henri Pannetier        |           | |
| Les données manquantes sont à compléter. |           |                        |           | |
| 1945                                     | 1947      | Arthur Chauvet         |           | |
| 1947 [réf. nécessaire]                   | juin 1973 | Henri Pannetier        |           | Démissionnaire pour raison de santé |
| juin 1973                                | mars 1989 | Henri Roca (1920-1989) |           | Retraité de l'enseignement Réélu en 1977 et 1983 |
| mars 1989                                | mars 2014 | Joseph Merceron        | DVD       | Cadre bancaire Conseiller général de La Mothe-Achard (2001 → 2015) Président de la CC du Pays-des-Achards (1995 → 2001) Réélu en 1995, 2001 et 2008 |
| mars 2014                                | en cours  | Dominique Durand       | SE        | Cadre territorial 3e vice-président de la CC du Pays-des-Achards Réélu pour le mandat 2020-2026                                                     |

## Population et société

### Démographie

#### Évolution démographique
L'évolution du nombre d'habitants est connue à travers les recensements de la population effectués dans la commune depuis 1793. Pour les communes de moins de 10 000 habitants, une enquête de recensement portant sur toute la population est réalisée tous les cinq ans, les populations de référence des années intermédiaires étant quant à elles estimées par interpolation ou extrapolation. Pour la commune, le premier recensement exhaustif entrant dans le cadre du nouveau dispositif a été réalisé en 2006.

En 2022, la commune comptait 2 546 habitants, en évolution de +3,16 % par rapport à 2016 (Vendée : +5,33 %, France hors Mayotte : +2,11 %).
| 1793 | 1800 | 1806 | 1821 | 1831 | 1836 | 1841 | 1846 | 1851 |
| ---- | ---- | ---- | ---- | ---- | ---- | ---- | ---- | ---- |
| 440  | 450  | 573  | 624  | 721  | 840  | 895  | 974  | 928  |

| 1856  | 1861  | 1866  | 1872  | 1876  | 1881  | 1886  | 1891  | 1896  |
| ----- | ----- | ----- | ----- | ----- | ----- | ----- | ----- | ----- |
| 1 023 | 1 022 | 1 036 | 1 124 | 1 172 | 1 231 | 1 234 | 1 280 | 1 270 |

| 1901  | 1906  | 1911  | 1921  | 1926  | 1931  | 1936  | 1946  | 1954  |
| ----- | ----- | ----- | ----- | ----- | ----- | ----- | ----- | ----- |
| 1 268 | 1 392 | 1 405 | 1 311 | 1 289 | 1 277 | 1 309 | 1 230 | 1 210 |

| 1962  | 1968  | 1975  | 1982  | 1990  | 1999  | 2006  | 2011  | 2016  |
| ----- | ----- | ----- | ----- | ----- | ----- | ----- | ----- | ----- |
| 1 207 | 1 278 | 1 391 | 1 601 | 1 714 | 1 855 | 2 125 | 2 334 | 2 468 |

| 2021  | 2022  | - | - | - | - | - | - | - |
| ----- | ----- | - | - | - | - | - | - | - |
| 2 535 | 2 546 | - | - | - | - | - | - | - |

#### Pyramide des âges
En 2018, le taux de personnes d'un âge inférieur à 30 ans s'élève à 35,4 %, soit au-dessus de la moyenne départementale (31,6 %). À l'inverse, le taux de personnes d'âge supérieur à 60 ans est de 25,8 % la même année, alors qu'il est de 31,0 % au niveau départemental.
En 2018, la commune comptait 1 205 hommes pour 1 290 femmes, soit un taux de 51,70 % de femmes, légèrement supérieur au taux départemental (51,16 %).
Les pyramides des âges de la commune et du département s'établissent comme suit.
| Hommes | Classe d’âge | Femmes |
| ------ | ------------ | ------ |
| 1,2    | 90 ou +      | 2,1    |
| 7,2    | 75-89 ans    | 10,0   |
| 15,4   | 60-74 ans    | 15,6   |
| 19,9   | 45-59 ans    | 18,6   |
| 19,6   | 30-44 ans    | 19,5   |
| 16,8   | 15-29 ans    | 13,4   |
| 19,9   | 0-14 ans     | 20,8   |

| Hommes | Classe d’âge | Femmes |
| ------ | ------------ | ------ |
| 0,8    | 90 ou +      | 2,2    |
| 8,7    | 75-89 ans    | 11,1   |
| 20,3   | 60-74 ans    | 21,3   |
| 20     | 45-59 ans    | 19,4   |
| 17,5   | 30-44 ans    | 16,8   |
| 15     | 15-29 ans    | 13,2   |
| 17,7   | 0-14 ans     | 16,1   |

## Lieux et monuments

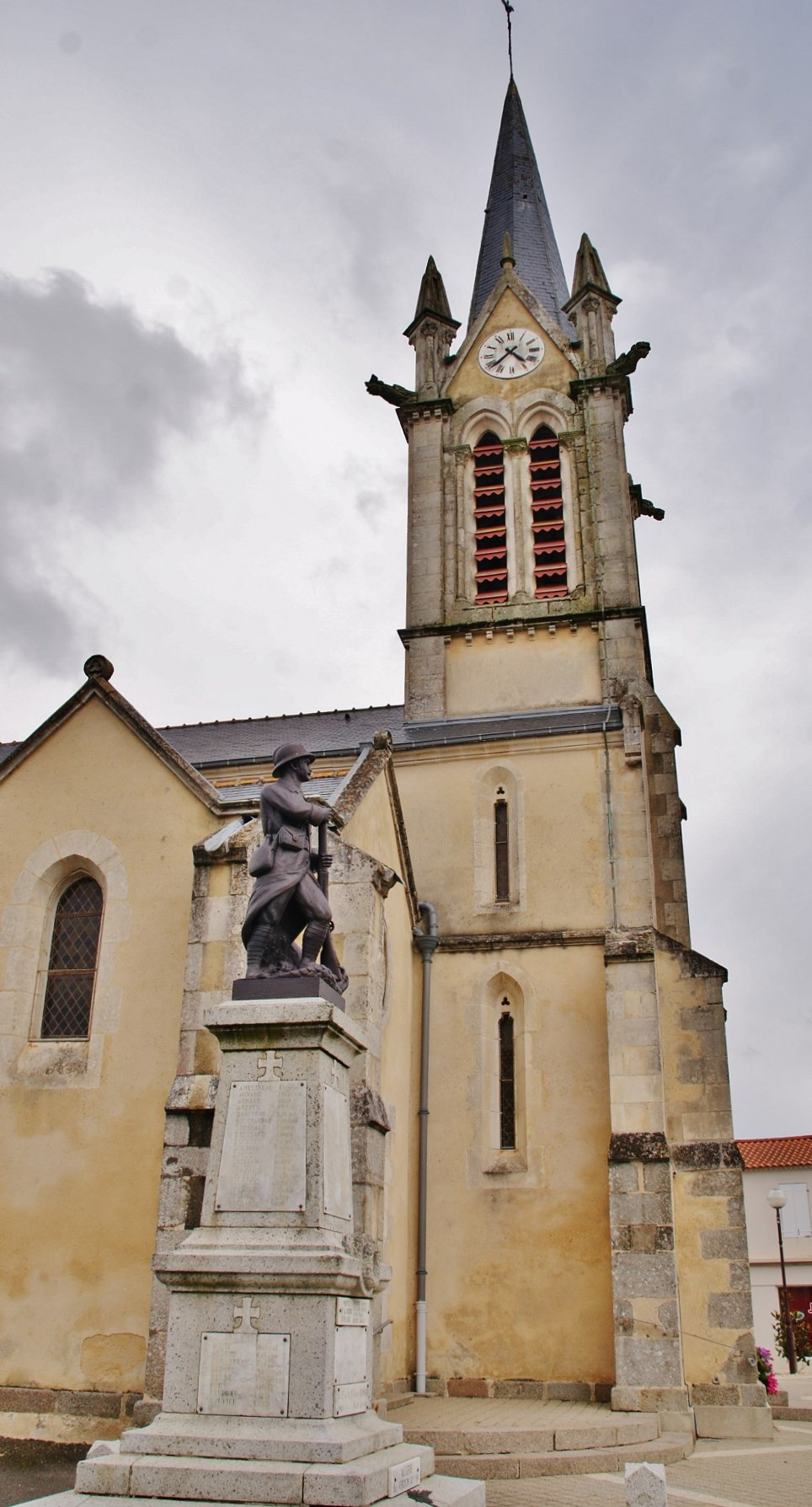
L'église Saint-Pierre de Nieul-le-Dolent et le monument aux morts.

- L'église paroissiale Saint-Pierre.
- Logis de la Burcerie.

## Personnalités liées à la commune
- Eugène Greau (1904-1943), coureur cycliste français, résistant

## Jumelages
La commune est jumelée avec :
- Gestratz (Allemagne) depuis 1976, commune de Bavière, dans la région de l'Allgäu, entre Lindau et Kempten. Gestratz compte environ 1 220 habitants, sa superficie est de 15,32 km2, et l'altitude de 629 m. Gestratz est située dans l'imposant paysage des préalpes entre collines, forêts et rivières. L'économie locale est essentiellement agricole et touristique. Depuis 1965, Gestratz entretient des échanges avec la commune de Nieul-le-Dolent (Vendée). En 1976, le jumelage est signé par les maires des deux communes.